# وليام جورج كلارك
كان ويليام جورج كلارك (مارس 1821 - 6 نوفمبر 1878) عالمًا إنجليزيًا كلاسيكيًا وشكسبيريًا.

## حياته
ولد في بارفورد هول، دارلينغتون. تلقى تعليمه في مدرسة سيدبرغ، ومدرسة شروزبري، وكلية ترينيتي، كامبريدج، تَخرج في الكلاسيكيات وفاز بميدالية براون وأنتخب بعدها زميلاً. وفي عام 1857 عُيِّن خطيباً عاماً. سافر كثيراً خلال الإجازات الطويلة، وزار إسبانيا واليونان وإيطاليا وبولندا.
في عام 1853 كان كلارك يتلقى الأوامر، لكنه ترك الكنيسة بعد صدور قانون الإعاقة الكتابية لعام 1870، والذي كان واحداً من المشجعين له. كما استقال من الخطابة العامة في نفس العام، ونتيجة للمرض غادر كامبريدج في عام 1873. توفي في يورك في 6 نوفمبر 1878.
وقد ترك مبلغًا من المال لكليته القديمة لتأسيس محاضرات في الأدب الإنجليزي.

## أعماله
أسس كلارك مجلة كامبريدج لعلم فقه اللغة، وتعاون مع بنيامين هول كينيدي وجيمس ريدل في إنتاج سابرينا كورولا. نشر القليل كعالم كلاسيكي. لم يتم نشر طبعة من أعمال أرستوفان. وقد زار ايطاليا سنة 1868ليفحص مخطوطة رافينا لأريستوفان ومخطوطات أخرى، وعند عودته بدأ بكتابة الملاحظات إلى الاشارنيين، لكنها تُرِكَت غير مكتملة.
العمل الذي اشتهر به هو كامبردج شكسبير (1863-186)، الذي يحتوي على مجموعة من الطبعات المبكرة والتعديلات المختارة، التي قام بتحريرها في البداية مع جون غلوفر وبعد ذلك مع ويليام ألديس رايت. غازباتشو (1853) وصف جولته في إسبانيا؛ وقد كان لكتابه البيلوبونيز (1858) مساهمة في التعرف على اليونان. زياراته لإيطاليا في وقت تمرد غاريبالدي، وإلى بولندا خلال تمرد عام 1863 ، موصوفة في إجازات السياح، محرر. فرانسيس جالتون الأول والثالث.
وصفت مجلة فقه اللغة (viii. 1879) هيو أندرو جونستون مونرو كلارك بأنه «الرجل الأكثر إنجازًا وتنوعًا قابله على الإطلاق».